# Понте Буђанезе
Понте Буђанезе (итал. Ponte Buggianese) је насеље у Италији у округу Пистоја, региону Тоскана.
Према процени из 2011. у насељу је живело 4850 становника. Насеље се налази на надморској висини од 17 м.

## Становништво
Према резултатима пописа становништва 2011. у општини је живело 8.771 становника.
| 1931. | 1936. | 1951. | 1961. | 1971. | 1981. | 1991. | 2001. | 2011. |
| ----- | ----- | ----- | ----- | ----- | ----- | ----- | ----- | ----- |
| 7.092 | 6.899 | 6.521 | 6.313 | 6.576 | 7.075 | 7.274 | 7.618 | 8.771 |

## Партнерски градови
- Mijek